# 工芸大学
工芸大学（こうげいだいがく）は、工学、工芸、立体造形、各種デザイン、写真・映像（動画）など視覚伝達デザイン、これらの教育と研究を主目的とした学部などを持つ大学。
- 国立では千葉大学工学部 工学科 デザインコースや情報画像工学コース（前身の東京高等工芸学校）と、京都工芸繊維大学（前身の京都高等工芸学校）が戦前よりデザイン教育を行っていた。私立では東京工芸大学（前身の小西寫眞専門学校）が戦前より写真教育を行っていた。
- 工芸大学は東京工芸大学工学部・芸術学部（現在も写真界では、旧大学名称の東京写真大学の略称である写大と言われる）、美術工芸大学は金沢美術工芸大学などが例出される。